# Gynoplistia (Gynoplistia) biangri
Gynoplistia (Gynoplistia) biangri is een tweevleugelige uit de familie steltmuggen (Limoniidae). De soort komt voor in het Australaziatisch gebied.